# Prades-Salars
Prades-Salars település Franciaországban, Aveyron megyében. Lakosainak száma 315 fő (2022. január 1.). Prades-Salars Canet-de-Salars, Pont-de-Salars, Salles-Curan, Ségur és Curan községekkel határos.

## Népesség
A település népességének változása:
| Lakosok száma | 401  | 316  | 320  | 282  | 282  | 301  | 309  | 316  | 319  | 315  |
|               | 1968 | 1982 | 1990 | 2006 | 2013 | 2015 | 2017 | 2019 | 2020 | 2022 |